# Merem
Merem is een gehucht ten zuidwesten van Bilzen dat aan de bebouwde kom van deze stad is vastgebouwd.
Merem wordt in het westen begrensd door de A13-E313 en in het oosten door de N730.
Naast enkele karakteristieke vierkantshoeves telt Merem meer en meer nieuwbouwwoningen dankzij zijn ligging tussen de afrit aan de E313 en het centrum van Bilzen. In 2008 had Merem zo'n 477 inwoners.
Aan de Pater Damiaanstraat 23 bevindt zich de Heilig-Hartkerk. Het is een moderne, bakstenen zaalkerk in doosvorm met een bescheiden open klokkentoren, gebouwd in 1966. Architect was I. Lavigne.